# Platysaurus minor
Platysaurus minor (ватерберзька пласка ящірка) — вид ящірок родини поясохвостів (Cordylidae). Ендемік Південно-Африканської Республіки.

## Поширення і екологія
Ватерберзькі пласкі ящірки мешкають у провінції Лімпопо на північному сході ПАР, від плато Ватерберг до гір Блуберг. Вони живуть в тріщинах серед скель, оточених саванами. Зустрічаються невеликими сімейними групами, на висоті від 900 до 2000 м над рівнем моря. Живляться комахами, іноді рослинністю. Відкладають яйця, в кладці 2 яйця.